# Il sortilegio delle Amazzoni
Il sortilegio delle Amazzoni (Angel on the Amazon) è un film del 1948 diretto da John H. Auer.